# Andraž Bedene
Andraž Bedene (* 18. Juli 1989 in Ljubljana) ist ein ehemaliger slowenischer Tennisspieler. Er ist der Zwillingsbruder von Aljaž Bedene.

## Karriere
In seiner Zeit als Junior erreichte er 2007 mit Platz 136 sein Karrierehoch.
Bei den Profis spielte Bedene 2009 das erste Mal regelmäßig auf der drittklassigen ITF Future Tour, wo er im Einzel nie über ein Viertelfinale hinauskam. Bis 2012 nahm er noch an einigen Turnieren teil, dabei unter anderem auch an welchen der ATP Challenger Tour, wo er im meist mit einer Wildcard im Doppel spielte und stets zum Auftakt verlor. In der Weltrangliste erreichte der Slowene Ene 2011 mit Rang 840 seine beste Platzierung, im Doppel stand er 2009 mit Rang 818 am höchsten. Seinen einzigen Auftritt auf der ATP Tour hatte er 2011 beim Turnier in Umag. Im Doppelbewerb spielt er an der Seite seines Bruders. Sie verloren ihre Auftaktpartie gegen die Kroaten Marin Čilić und Lovro Zovko. Ab 2012 spielte Bedene nur noch selten, 2016 war sein letztes Turnier.